# Alexítico
Alexis Morales (Catemu, Región de Valparaíso, Chile; 8 de enero de 1974), más conocido como Alexítico, es un músico, productor musical y cantautor chileno. Es el fundador y líder del grupo de cumbia «La Noche».

## Historia
Luego de egresado del Conservatorio de la Universidad Católica, comienza su camino artístico en el grupo La Banda Maestra, pero tras diferencias con sus compañeros lo llevan a emigrar. En 1998 comienza a formar parte del proyecto solista de Diego Rodríguez acompañados de sus hermanos Juan y Cristian Rodríguez. En el año 2000 sigue en el conjunto ahora con el nombre Garras de Amor, con el cual graba dos producciones, Garras de Amor (2000) y Te Mueve (2002). Paralelamente en el año 2000, tras radicarse seis meses en Buenos Aires, Argentina, comienza a obtener ideas musicales y referencias artísticas para formar su nuevo proyecto, con el cual tendría sus más grandes éxitos: La Noche.

## La Noche (2000-2013)

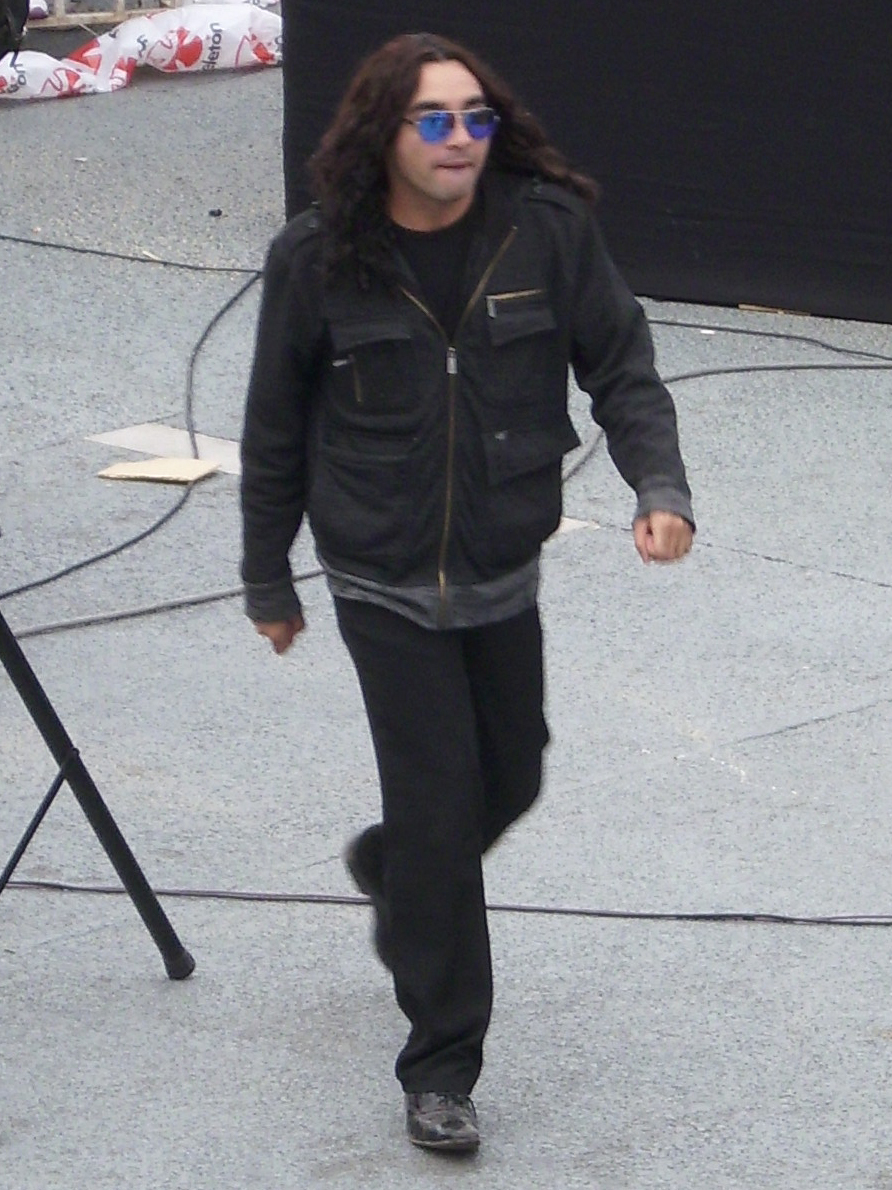
Alexítico en diciembre de 2011.

En el año 2000, firma contrato con la discográfica "Leader Music", y lanza el primer disco del grupo La Noche, llamado Pasión Caliente, en el cual 6 de los 10 temas son de su autoría. Luego en el 2002, lanza su segunda producción llamada "Te Lo Dice...".
Pero fue en el 2006 donde logra ser conocido a nivel nacional, comenzando a tener un éxito impensado luego de lanzar la producción "Amor Entre Sabanas", el cual fue creado en su totalidad por Alexis Morales y con colaboración de algunos de los músicos de La Noche. De Ahí en adelante Alexítico junto a la Noche logra posicionarse por varios años como el grupo revelación participando en el espectáculo de clausura de Teletón, y en la XL versión del Festival del Huaso de Olmué., incluso llegando al L Festival Internacional de la Canción de Viña del Mar. Sin Embargo en el 2010, luego de su segunda participación consecutiva en el LI Festival Internacional de la Canción de Viña del Mar y luego del terremoto (27 de febrero de 2010), el vocalista Leo Rey decide renunciar al grupo La Noche debido a que quería probar suerte como solista. En marzo de 2010 Yoan Amor ocupa su lugar logrando gran aceptación por el público gracias a un casting televisado en el matinal de canal 13. 
Luego en 2011 Se lanza el disco “Sígueme”, posicionando nuevamente a la agrupación La Noche en las mejores radios del país con canciones como “Si me dices adiós”, “Dame un besito”, “Dame tu swing”, entre otros. 
A principios del 2012 Yoan decide volver a Suecia para estar presente en la vida de su hijo mayor, dejando el puesto disponible para que volviera leo rey y comenzar la gira “El reencuentro” lanzando un EP en vivo de dicha presentación y proyectando una nueva entrega musical (1313), con canciones como “Aprieta”, “Felices los tres”, “donde hubo fuego”, entre otros. De este disco solo existen algunas filtraciones, ya que, “1313” nunca vio la luz oficialmente debido a discusiones internas de la banda, la cual no estaba de acuerdo de que Leo hiciera presentaciones como solista en múltiples escenarios donde se iba a cantar con las “pistas” originales de la agrupación. A finales del 2013, La Noche se disuelve tras los constantes conflictos con Leo Rey.

## Alexítico Solista
A mediados del 2013, tras la segunda retirada de Cecil Leiva “leo rey”,  decide formar la agrupación "Alexítico y La Noche", Lanzando un disco homónimo con canciones como: “El Casado”, “Cierra la puerta por dentro”, Maldito Corazón, “Un millón de estrellas”, “A mi manera”, “Entra en mi camita” y “Al Final”. 

## Discografía
| Álbumes de estudio - 2000: Pasión caliente - 2001: Te Lo Dice - 2006: Amor Entre Sabanas - 2008: En tu cuarto - 2009: La Noche Buena - 2010: Sígueme - 2014: Habitación 106 - 2023: Motel Mil Estrellas | Álbumes en vivo - 2007: En Vivo - 2009: En Vivo (Viña 2009) - 2012: El Reencuentro | DVD - 2007: En Vivo - 2009: La Noche Karaoke - 2009: En Vivo (Viña 2009) |

### Sencillos (como músico)
| Año                      | Canción                  | Máxima posición     | Álbum               |
| Año                      | Canción                  | CHI                 | Álbum               |
| Sencillos oficiales      | Sencillos oficiales      | Sencillos oficiales | Sencillos oficiales |
| ------------------------ | ------------------------ | ------------------- | ------------------- |
| 2008                     | "Que nadie se entere"    | 1                   | Amor entre sábanas  |
| 2008                     | "Es el amor"             | 9                   | Amor entre sábanas  |
| 2008                     | "Quiero ser libre"       | 23                  | En tu cuarto        |
| 2009                     | "Rico y suave"           | 14                  | En tu cuarto        |
| 2009                     | "Mal amor"               | 25                  | En tu cuarto        |
| 2009                     | "Feliz Navidad"          | —                   | La Noche Buena      |
| 2010                     | "Dame tu swing"          | 30                  | Sígueme             |
| 2010                     | "Si me dices adiós"      | 23                  | Sígueme             |
| Otras canciones listadas |                          |                     |                     |
| 2008                     | "Lástima"                | 66                  | Amor entre sábanas  |
| 2009                     | "La última vez"          | 90                  | En tu cuarto        |
| 2009                     | "Mentiroso"              | 100                 | En tu cuarto        |
| 2009                     | "Se apagó la luz"        | 96                  | En tu cuarto        |
| 2009                     | "Esta noche por 3 horas" | 68                  | En tu cuarto        |
| 2009                     | "Pechos calientes"       | 84                  | La Noche: En vivo   |
| 2009                     | "Blanca Navidad"         | 82j                 | La Noche Buena      |
| 2009                     | "El burrito sabanero"    | 98                  | La Noche Buena      |
| 2010                     | "Xururu"                 | 74                  | Sígueme             |

### Colaboraciones
| Año  | Canción                    | Máxima posición | Álbum |
| Año  | Canción                    | CHI             | Álbum |
| ---- | -------------------------- | --------------- | ----- |
| 2010 | "Ay ay ay" (con DJ Méndez) | 17              | 210   |

### Sencillos (como cantante)
| Año                 | Canción                       | Máxima posición     | Álbum               |
| Año                 | Canción                       | CHI                 | Álbum               |
| Sencillos oficiales | Sencillos oficiales           | Sencillos oficiales | Sencillos oficiales |
| ------------------- | ----------------------------- | ------------------- | ------------------- |
| 2013                | "Un Millón de Estrellas"      | -                   | Promocional         |
| 2013                | "Cierra La Puerta Por Dentro" | 5                   | Promocional         |
| 2013                | "Maldito Corazón"             | 3                   | Promocional         |
| 2013                | "El Casado"                   | 10                  | Promocional         |